# Église Saint-Rémy de Nettancourt
L'église Saint-Rémy est une église catholique située à Nettancourt, en France.

## Localisation
L'église est située dans le département français de la Meuse, sur la commune de Nettancourt.

## Historique
L'édifice est classé au titre des monuments historiques en 1913.